# Emoia boettgeri
Emoia boettgeri — вид сцинкоподібних ящірок родини сцинкових (Scincidae). Мешкає на островах Мікронезії. Вид названий на честь німецького зоолога Оскара Беттгера.

## Поширення і екологія
Emoia boettgeri мешкають на островах Понпеї, Сапвуафік і Мортлок в групі Каролінських островів та на острівцях Іне, Додо і Ауторе, що є частинами атолу Арно в групі Маршаллових островів. Раніше вони також мешкали на атолі Маджуро, однак вимерли. E. boettgeri живуть у вологих тропічних лісах, на галявинах, серед скель, трапляються в мангрових заростях, на плантаціях і в садах, поблизху людських поселень. Зустрічаються на висоті до 780 м над рівнем моря, на Понпеї на висоті до 400 м над рівнем моря. Ведуть наземний спосіб життя.

## Збереження
МСОП класифікує цей вид як такий, що перебуває під загрозою зникнення. Emoia boettgeri загрожує знищення природного середовища, хищацтво з боку інвазивних щурів та зміни клімату.